# Landschaftsschutzgebiet Pottenhauser Bachtal
Das Landschaftsschutzgebiet Pottenhauser Bachtal mit 7,9 ha Flächengröße liegt im Stadtgebiet Lage südwestlich von Pottenhausen. Es wurde 2006 mit dem Landschaftsplan Lage durch den Kreistag des Kreises Lippe als Landschaftsschutzgebiet (LSG) ausgewiesen. Das Schutzgebiet besteht aus zwei Teilflächen. 

## Beschreibung
Das LSG umfasst einen etwa 1.750 m langen Abschnitt des mäandrierenden Pottenhauser Baches und Auenbereiche. Der Pottenhauser Bach weist Sandbänke, Steilufer und eine kiesig-steinige Bachsohle auf. Am Pottenhauser Bach gibt es bachbegleitende Ufergehölze. Lokal gibt es kleine Auwaldparzellen und trockenere Bereiche mit alten Buchen, Eichen und Hainbuchen. Im nördlichen und südlichen Bereich stehen kleine Obstweiden. 
Der Landschaftsplan Lage führt zum LSG aus: „Das teilweise bewaldete Bachtälchen mit dem naturnahen Bachabschnitt stellt eine wichtige Leitlinie und Lebensraum für Pflanzen und Tiere innerhalb einer intensiv genutzten Agrarlandschaft dar. Das Gebiet hat Bedeutung als Trittsteinbiotop für auengeprägte und bachabhängige Arten und liegt innerhalb der Biotopverbundfläche Bentgrabental bei Pottenhausen.“

## Schutzzwecke für das LSG
Laut Landschaftsplan erfolgte die Ausweisung des LSG
- „zur Erhaltung und Wiederherstellung der Leistungsfähigkeit des Naturhaushaltes in ökologisch besonders wertvoll strukturierten Bereichen mit Wasser-, Klima- und Biotopschutzfunktionen,“
- „zur Erhaltung und Wiederherstellung von Quellbereichen und naturnahen Fließgewässern, Wald- und Grünlandbereichen unterschiedlicher Feuchtestufen, Feldgehölzen, Hecken und Obstwiesen,“
- „zur Erhaltung morphologisch ausgeprägter Bereiche zur Sicherung der landschaftlichen Eigenart und Vielfalt für die Erholung,“
- „zur Erhaltung wertvoller Biotopkomplexe aus Wald-Grünlandbereichen, Fließgewässern und Quellen sowie Biotopen nach § 62 LG mit wichtigen Refugial-, Puffer-, Trittstein- und Vernetzungsfunktionen,“
- „zur Erhaltung und Wiederherstellung wichtiger Rückzugsräume für die bedrohte Tier- und Pflanzenwelt,“
- „zur Sicherung der das Orts- und Landschaftsbild gliedernden und belebenden und die dörflichen Siedlungsstrukturen prägenden Freiraumelemente.“[1]

## Rechtliche Vorschriften
Im Landschaftsschutzgebiet ist unter anderem das Errichten von Bauten verboten. Grün- und Brachland darf nicht in eine andere Nutzungsart umgewandelt oder umgebrochen werden.